# 1880 en rugby à XV
Cette page présente les faits marquants de l'année 1880 en rugby à XV : les principaux évènements liés au rugby à XV ainsi que les naissances et décès de grandes personnalités de ce sport.

## Événements

### Février
- 2 février : l’Angleterre bat l’Irlande un but à zéro dans le stade de Lansdowne Road à Dublin[1].
- 28 février : l’Angleterre bat l’Écosse dans l'enceinte du Whalley Range à Manchester en marquant deux buts et trois essais contre un seul but[2], et remporte la première Calcutta Cup de l'histoire[3].

### Mars
- 12 mars : après une première réunion organisée à Swansea en mars 1880, la fédération galloise est fondée sous le nom de Welsh Football Union lors d’une réunion au Castle Hotel de Neath, par les représentants de onze clubs : Bangor, Brecon, Cardiff, Lampeter, Llandilo, Llandovery, Llanelli, Merthyr Tydfil, Newport, Pontypool et Swansea. C’est le président de Swansea, CC Chambers, qui en devient le premier président.

### Août
- ? août : le Leicester Football Club est créé lors d'une réunion qui a lieu à l'hôtel George de la ville en août 1880 par les dirigeants de trois petites équipes : le Leicester Societies AFC, le Leicester Amateur FC et le Leicester Alert[3].

## Naissances
- 22 mai : Teddy Morgan, joueur de rugby à XV gallois († 1er septembre 1949)
- 22 juin : Rhys Gabe, joueur de rugby à XV gallois († 15 septembre 1967)
- 30 octobre : Paul Roos, joueur de rugby à XV sud-africain. († 22 septembre 1948).
- 8 décembre : David Bedell-Sivright, joueur de rugby à XV écossais († 5 septembre 1915)

## Décès
- 3 mai : Tom Wills, joueur de rugby à XV et de cricket australien, fondateur du football australien (° 19 août 1835)